# Joos de Momper il Giovane

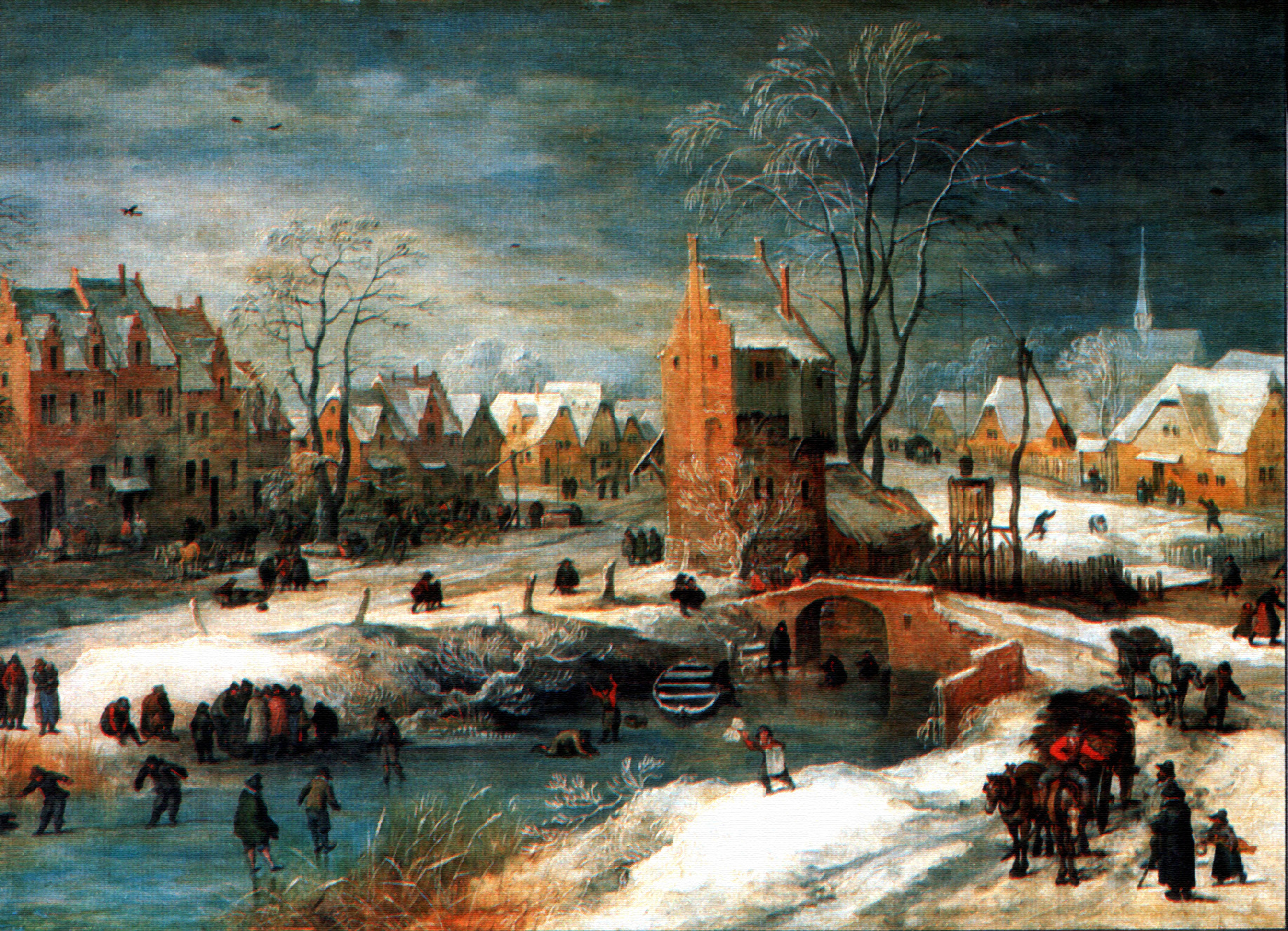
Villaggio in inverno, Hamburger Kunsthalle

Joos de Momper il Giovane (Anversa, 1564 – Anversa, 1635) è stato un pittore fiammingo.

## Biografia
Si formò a bottega dal padre Bartholomäus Momper e dal 1581 il suo nome compare tra i membri della Gilda di San Luca della sua città. Indizi stilistici suggeriscono un possibile viaggio in Italia. Divenne decano della gilda nel 1611.
Specializzato in paesaggi, in particolare montuosi, fu comunque un pittore versatile, dallo stile personale particolarmente decorativo, ricco di effetti virtuosistici. Nella fase tarda della sua carriera mostrò un'influenza da parte di Paul Bril.

## Opere
- Paesaggio montano con figure, olio su tela, cm. 138x204, Palazzo Bianco, Genova[1]